# Jiřina Kadlecová
Jiřina Kadlecová, née Kodrová le 1er juin 1948 à Prague (Tchécoslovaquie), est une ancienne joueuse tchécoslovaque de hockey sur gazon. Elle est médaillée d'argent aux Jeux de 1980.

## Carrière
Jiřina Kadlecová fait partie de l'équipe nationale tchécoslovaque médaillée d'argent aux Jeux olympiques d'été de 1980 à Moscou.

## Palmarès

### Jeux olympiques
- médaille d'argent du tournoi féminin en 1980 à Moscou,  Union soviétique